# Anthicus impressicollis
Anthicus impressicollis là một loài bọ cánh cứng trong họ Anthicidae. Loài này được Chobaut miêu tả khoa học năm 1924.